# Ciprusformák

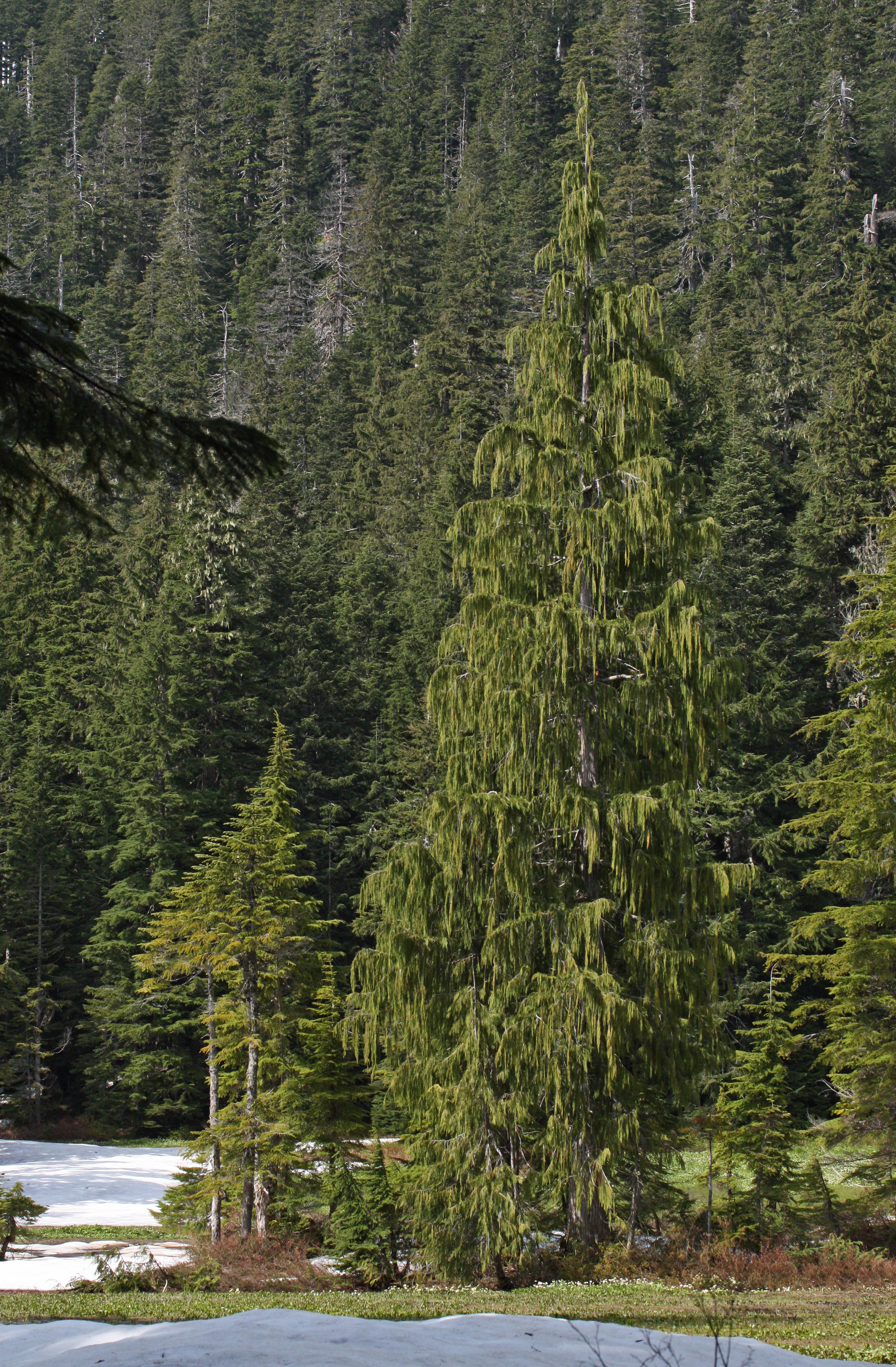
nutka ciprus

A ciprusformák (Cupressoideae) a fenyőalakúak (Pinales) rendjébe sorolt ciprusfélék (Cupressaceae) családjának egyik nagy (sok fajt számláló) alcsaládja.

## Származásuk, elterjedésük
A család két nagy alcsaládja közül ez az, amelynek fajai az északi féltekén honosak, ide értve az atlaszciprust (Tetraclinis articulata) is, amelyet a hagyományos rendszertanok formai jegyek alapján, egyfajta kivételként a ciprusok „déli ágába” soroltak. Fajaik az emberi hatások kezdete előtt az északi félgömb melegebb vidékein, különösen Irán, Kelet-India, Mexikó és Kalifornia hegyvidékein éltek. Iránból a perzsák terjesztették el őket nyugat felé.
A feltűnően sok, egymástól izolált monotipikus nemzetség arra utal, hogy az alcsalád visszaszorulóban van; sok faja paleoendemikus. Ez általában (néhány sikeres faj kivételével) igaz a ciprusfélék (Cupressaceae) teljes családjára.

## Megjelenésük, felépítésük
.

## Felhasználásuk
Az ókorban fontos szerepet játszottak a perzsák tűzimádó kultuszában. Kemény, nyersen és égetve is illatos fájukat örökkévalónak és elpusztíthatatlannak tartották, ezért ahogy birodalmuk nyugat felé terjeszkedett, mindenfelé megtelepítették a ciprusokat is.
Több faj illatos, jó megjelenésű, könnyen megmunkálható, tartós, a farontóknak ellenálló fája népszerű bútoripari alapanyag. 

## Rendszertani felosztásuk
Az alcsaládot 10 recens és egy kihalt nemzetségre osztják:
- gyantásciprus (Calocedrus) nemzetség (4 recens és két kihalt fajjal;

- hamisciprus (Chamaecyparis) nemzetség;

- ciprus (Cupressus) nemzetség;

- Fokienia nemzetség egyetlen fajjal:
  - Fokienia hodginsii;

- boróka (Juniperus) nemzetség;

- Microbiota nemzetség egyetlen fajjal:
  - Microbiota decussata;

- keleti tuja (Platycladus) nemzetség egyetlen fajjal:
  - keleti életfa (Platycladus orientalis = Platycladus stricta);

- Tetraclinis nemzetség egyetlen recens Tetraclinis articulata és két kihalt fajjal;

- tuja (Thuja) nemzetség;

- hibatuja (Thujopsis) nemzetség egyetlen fajjal:
  - japán hibatuja (Thujopsis dolabrata);

- aranyciprus (Xanthocyparis) nemzetség egyetlen fajjal:

- - vietnámi aranyciprus

- †Fokieniopsis nemzetség egyetlen fajjal:
  - †Fokieniopsis praedecurrens